# Pterichis macroptera
Pterichis macroptera är en orkidéart som beskrevs av Rudolf Schlechter. Pterichis macroptera ingår i släktet Pterichis och familjen orkidéer. Inga underarter finns listade i Catalogue of Life.